# 安蒂科斯蒂島
安蒂科斯蒂島（法語：Île d'Anticosti）是加拿大的島嶼，位於聖羅倫斯灣，由魁北克省負責管轄，長217公里、寬48公里，面積7,892.5平方公里，最高點海拔高度312米，2006年人口281。